# Manilva
Manilva ist eine südspanische Kleinstadt und eine Gemeinde (municipio) mit insgesamt 18.099 Einwohnern (Stand: 2024) im äußersten Südwesten der Provinz Málaga in der autonomen Gemeinschaft Andalusien.

## Lage und Klima
Die Kleinstadt Manilva liegt nahe der Costa del Sol am Alborán-Meer, dem westlichsten Teil des Mittelmeers, in einer Höhe von ca. 130 m; der Felsen von Gibraltar befindet sich gut 35 km (Fahrtstrecke) südwestlich. Das Klima ist gemäßigt bis warm; Regen (ca. 710 mm/Jahr) fällt überwiegend im Winterhalbjahr.

## Bevölkerungsentwicklung
| Jahr      | 1857  | 1900  | 1950  | 2000  | 2020   |
| Einwohner | 2.549 | 3.259 | 3.071 | 6.303 | 16.845 |

Die Einwohnerzahl der Gemeinde ist aufgrund der Schaffung von Arbeitsplätzen infolge des zunehmenden Tourismus seit der Mitte des 20. Jahrhunderts deutlich angestiegen. Zur Gemeinde gehören auch die Küstenorte San Luis de Sabinillas und La Duquesa.

## Wirtschaft
Der Ort und seine Bevölkerung waren traditionell von der Landwirtschaft und vom Fischfang abhängig. Angebaut werden Getreide, Wein, Oliven und Gemüsepflanzen wie Bohnen, Kichererbsen und Erbsen. Seit dem Jahr 1932 gehört Manilva zu den Gemeinden, in denen Malagawein angebaut werden darf. In den 1960er Jahren begann man mit der Vermietung von Ferienwohnungen (casas rurales).

## Geschichte

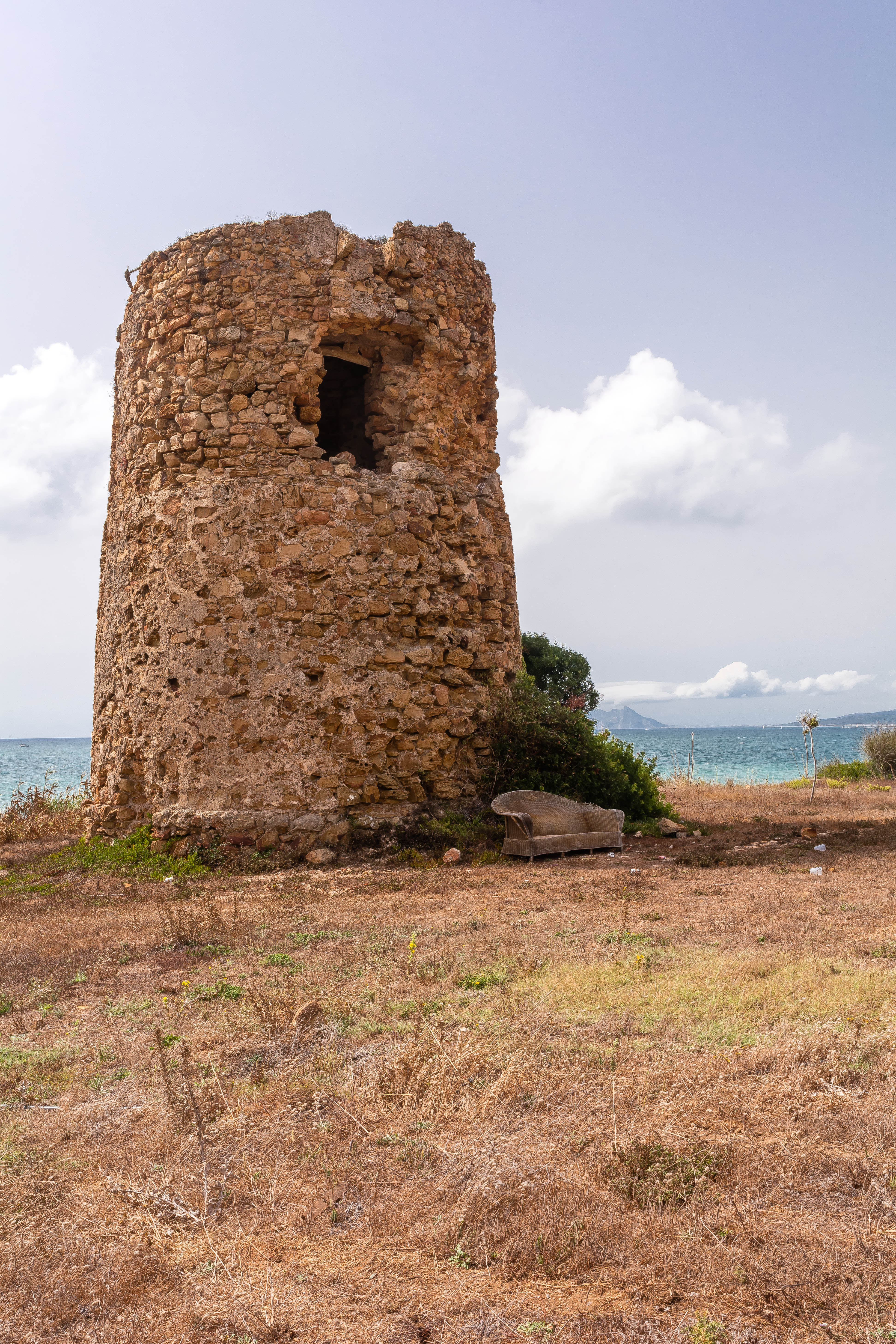
Torre Chullera

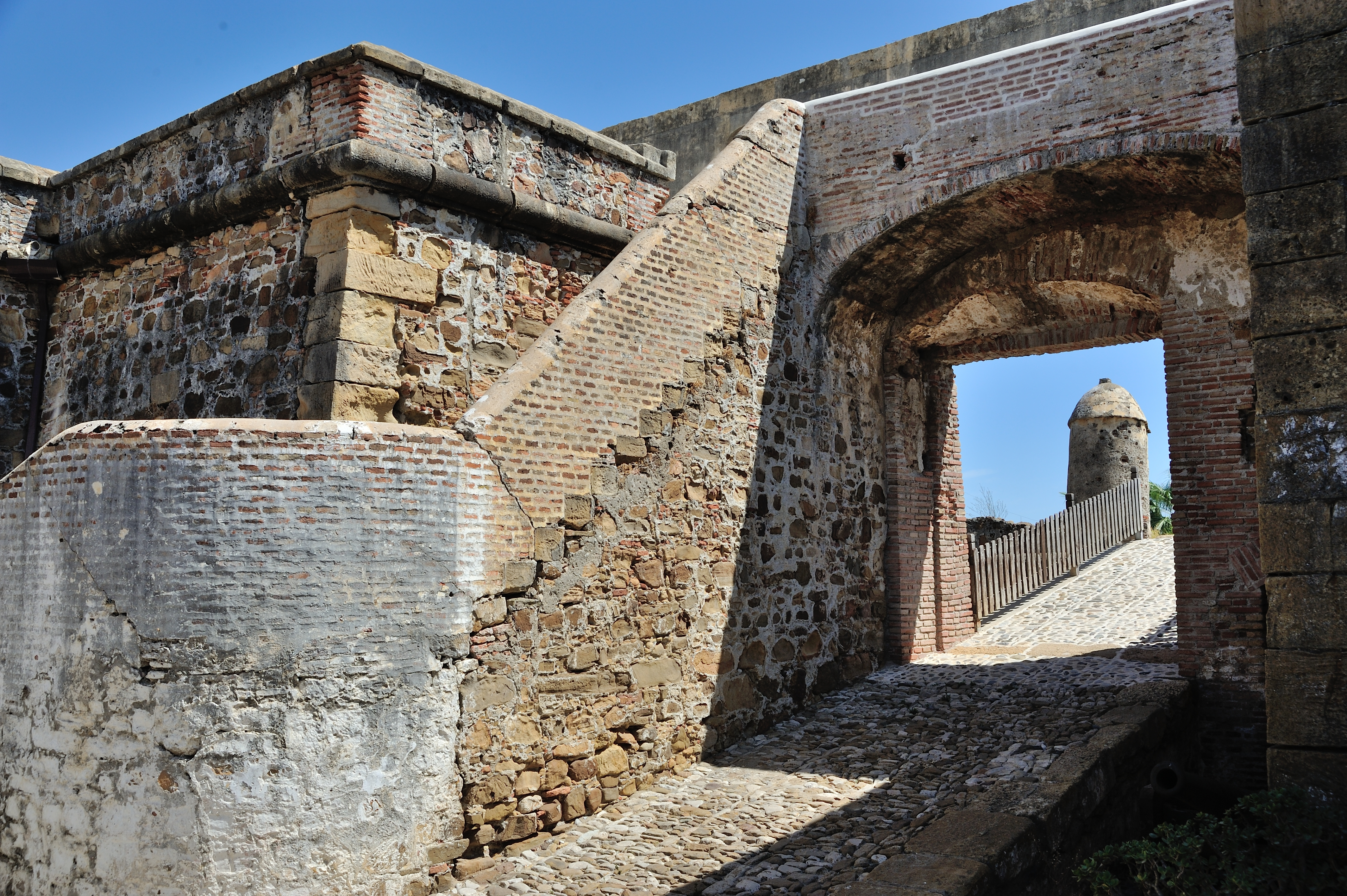
Castillo de la Duquesa

Archäologische Funde auf dem Cerro de Castillo belegen eine Besiedlung der Gegend bereits zur Bronzezeit und lassen auf eine phönizische Niederlassung schließen. Zur Zeit des römischen Reiches ließ sich der damalige Prätor Julius Caesar in den schwefelhaltigen Quellen von Hedionda, die von den Römern zu einem, zum Teil jetzt noch erhaltenen Bad ausgebaut wurden, von einer Hautkrankheit kurieren. Im Ortsteil La Duquesa wurden Reste eines römischen Fischerdorfes gefunden.
Die maurische Invasion 711 n. Chr. hinterließ nur geringe Spuren in Form eines Wachturmes an der Küste (Torre de Chullera); mit dem Sieg der Katholischen Könige über das Nasridenreich von Granada in den Jahren 1485–92, der zur Vertreibung der Mauren führte, verlor Manilva an Bedeutung. Piratenüberfälle auf die nun ungeschützte Küste resultieren im Jahr 1528 in einer Petition der Bewohner Málagas, Rondas und Gibraltars an den Herzog von Arcos, die die eigentliche Gründung der heutigen Stadt zur Folge hatte. Erst 1796 löste sich Manilva aus dem Condado de Casares (Grafschaft Casares) und wurde eigenständige Gemeinde. Im Spanischen Unabhängigkeitskrieg war Manilva einer der wenigen Orte auf der Iberischen Halbinsel, die nicht von französischen Truppen besetzt wurden.

## Sehenswürdigkeiten
- Der Torre de Chullera ist ein Wachturm atalaya aus maurischer Zeit. Sein ca. 2 m hoch gelegener Eingang war nur über eine (Strick-)Leiter erreichbar, die im Bedarfsfall eingezogen werden konnte.[6]
- Das Castillo de la Duquesa oder Castillo de Sabinillas entstand im Jahr 1767 an der Stelle eines römischen Dorfes zum Schutz vor Pirateneinfällen. Später diente es als lokales Hauptquartier der Guardia Civil; heute beherbergt es das kleine Museo Arqueológico der Stadt.[7]
- Der Torre de la Duquesa steht in der Nähe des Castillo; er wurde um das Jahr 1500 im Auftrag der Katholischen Könige als Küstenwachturm erbaut. Anders als der ältere maurische Wachturm hat er einen quadratischen Grundriss.[8]
- Die dreischiffige Iglesia de Santa Ana entstand in den Jahren 1776–83; ihre Fassade zeigt deutliche Einflüsse des Mudéjar-Stils.[9]
- Die Iglesia de San Luis ist trotz ihres älteren Aussehens eine moderne Kirche aus dem Jahr 1993.[10]

Umgebung
- Die Ausgrabungsstätte Los Castillejos de Alcorrín bietet keine touristisch interessanten Monumente.[11]
- Auf dem Gemeindegebiet gibt es mehrere Brunnen (fuentes), die z. T. auch als Viehtränke (abrevadero) genutzt werden konnten.